# Urayasu (Chiba)
Urayasu (浦安市 Urayasu-shi?) es una ciudad localizada en Chiba, Japón.

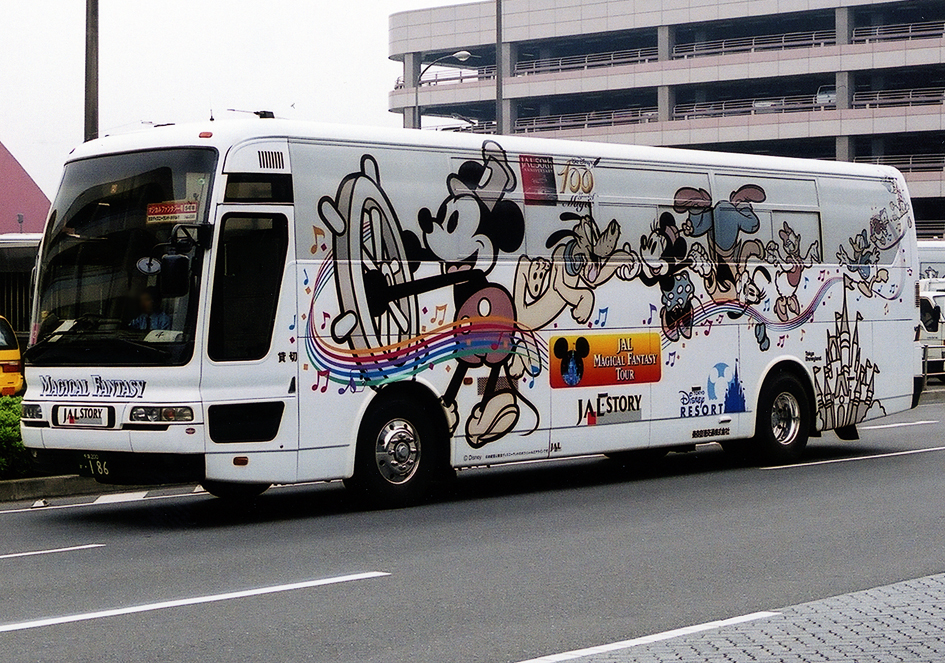
Bus Magical Fantasy en Urayasu.

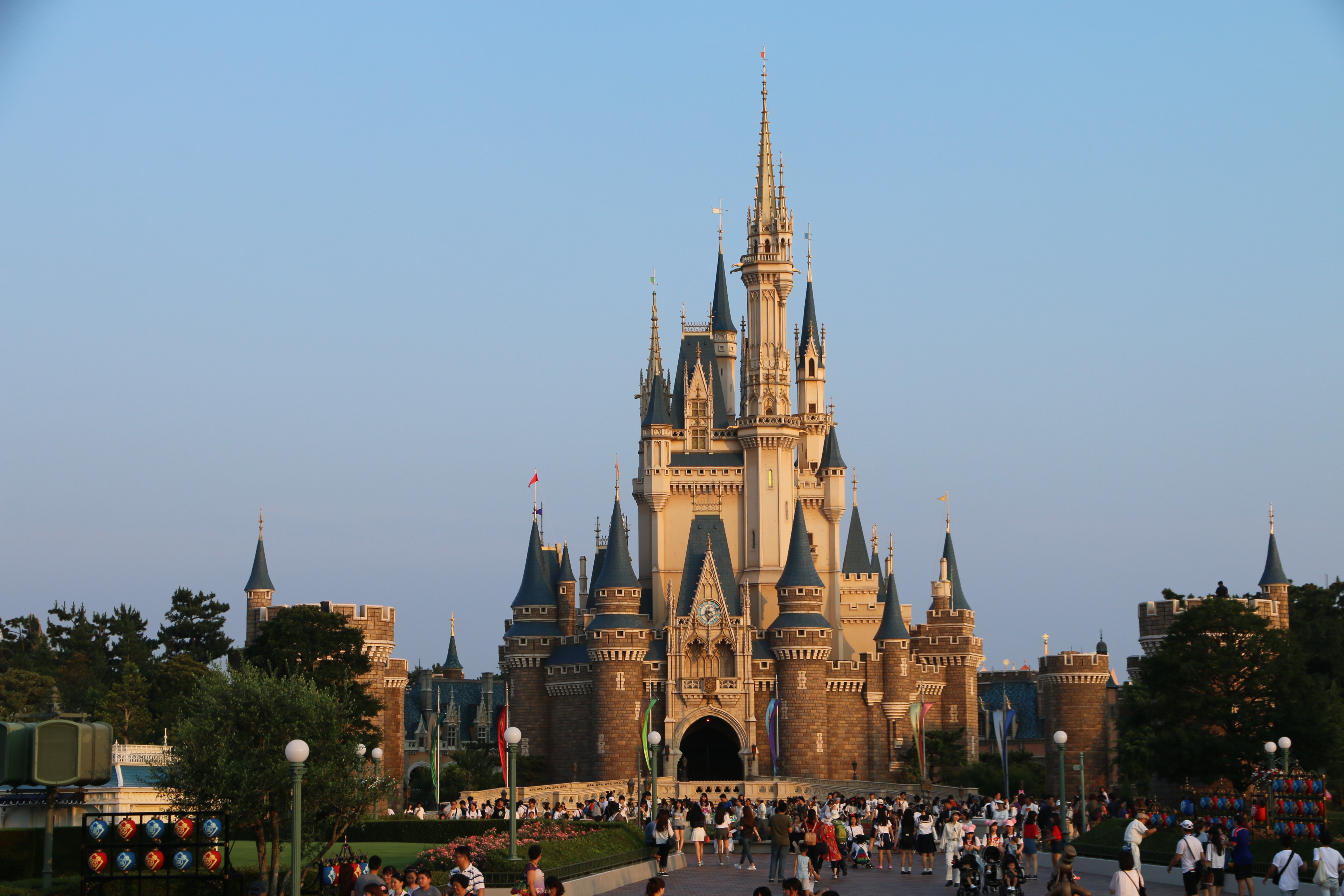
Tokyo Disney Resort.

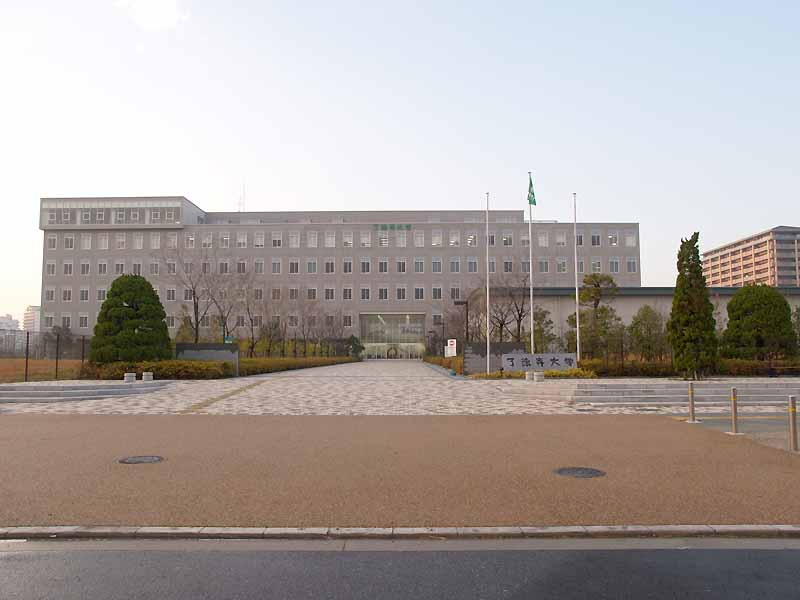
Universidad de Ryōtokuji.

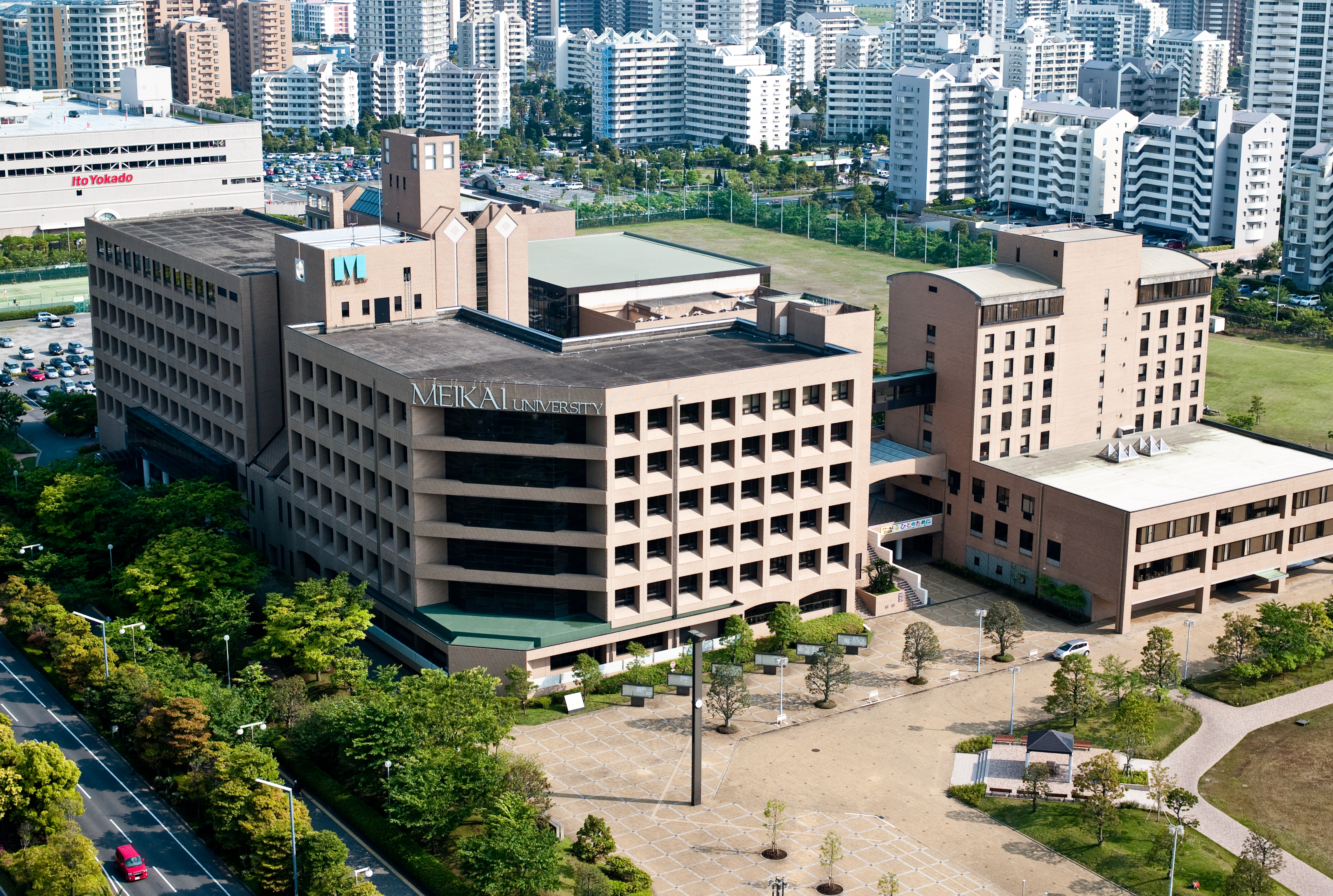
Universidad de Meikai.

A partir de 2008, la ciudad tiene una población de 159 312 y una densidad de 9210 personas por km². La superficie total es de 17,29 km².
La ciudad fue fundada el 1 de abril de 1981.
La ciudad es más conocida por ser la sede de Tokyo Disney Resort (Tokyo Disneyland, Tokyo DisneySea e Ikspiari), que abrió sus puertas en 1983, y por ser la sede de The Oriental Land Company coordinadora de los eventos de Tokyo Disney Resort.

## Geografía
Urayasu está situada en el delta del río Edo.  El río corre a lo largo del lado oeste de la ciudad y la separa del barrio o distrito especial de Edogawa (江戸川区 Edogawa-ku) perteneciente a la metrópoli de Tokio. Urayasu se compone de dos partes: del pueblo de pescadores original a orillas de la bahía de Tokio, y de la parte de la tierra recuperada a la bahía que linda con Tokyo Disneyland, esa área se llama "Shin-Urayasu" (Nueva-Urayasu), y tiene una red con amplias calles, grandes aceras, palmeras y parques; los edificios son altos y con modernos apartamentos, algunos con vista a la bahía de Tokio. 
Urayasu es uno de los lugares más buscados después de las áreas de la zona metropolitana de Tokio.
La ciudad limita en su parte oeste con la metrópoli de Tokio (東京都 Tōkyō-to), al norte con la ciudad de Ichikawa (Chiba) (市川市 Ichikawa-shi) y al este y sur con la bahía de Tokio (東京湾 Tōkyō-wan).

## Centros de educación
La ciudad cuenta con importantes centros educativos, entre ellos, la Universidad de Meikai y la Universidad de Ryōtokuji.